# Luc Boyer
Lucien Emile (Luc) Boyer (Batavia (Nederlands-Indië), 24 oktober 1935 – Amsterdam, 5 maart 2024) was een Nederlands mimespeler, acteur, docent en regisseur. 

## Biografie
In 1953 kwam Luc Boyer met zijn familie naar Nederland. Luc Boyer had als kind al een grote liefde voor het toneel. Hij volgde een klassieke en een moderne dansopleiding bij de Academie voor de kleinkunst (tegenwoordig Amsterdamse school voor de Kunsten) en volgde extra lessen in acrobatiek, spraak, zang, toneel en mime. Daarna studeerde hij (1965-1967) in Parijs voor mimespeler bij grootheden als Etienne Decroux, Wolfram Mehring, Theodore Bono en Jeanine Grillon. Tijdens zijn studie werkte hij als mimespeler in verschillende Franse steden.
In 1967 kwam hij terug naar Nederland. Hier is hij jarenlang docent geweest bij de Theaterschool Amsterdam en diverse Hogescholen voor de Kunsten. In 1993 ontving hij, ter gelegenheid van het 25-jarig bestaan van de mimeopleiding aan de Academie voor Theater en Dans in Amsterdam, als eerste het Luc Boyer Wisselvoorwerp. Ontvangers geven naar eigen inzicht de prijs  door aan iemand die zich bijzonder verdienstelijk heeft gemaakt voor de Nederlandse mime of het mimeonderwijs. Tot nu toe waren dat onder meer Jeannette van Steen (1997), Ineke Austen (2001) en Irene Schaltegger (2007), Karina Holla (2015) en Jakop Ahlbom (2023)
Luc Boyer heeft samengewerkt met vele theatermakers en -gezelschappen. Meestal was hij bij de producties betrokken als acteur, regisseur, mimograaf, choreograaf, producent of een combinatie daarvan. 
Vanaf de jaren '70 was Luc Boyer ook te zien op de Nederlandse televisie, zoals in de rol van Charon in de politieserie Unit 13. Ook heeft hij als acteur in meerdere films gespeeld waaronder Wings of Fame, met onder andere Colin Firth en Peter O’Toole. Daarnaast speelde hij in de film Total Loss samen met onder meer Roef Ragas en Ricky Koole.
In maart 2012 werd Luc Boyer getroffen door een zware beroerte. Hij raakte halfzijdig verlamd en liep hersenletsel op. Desondanks ging hij door met het beoefenen van zijn vak. Tijdens zijn revalidatie maakte hij de no budget productie Step by Step by Wheels (2012), die hij opdroeg aan zijn mede-revalidanten. Dit als eerste deel van een drieluik over zijn beroerte: Step by Step Wings, 2013 en Step by Step by Memories (2014), waarvan hij de laatste met zijn dochter Fay Boyer maakte. 
In oktober 2015 nam Luc Boyer in Theater Bellevue met de voorstelling Met Hart en Ziel afscheid van het toneel. Hij vierde met de voorstelling ook zijn tachtigste verjaardag en zijn 55-jarig jubileum in het vak. Na de voorstelling werd hij benoemd tot Ridder in de Orde van Oranje Nassau. Daarna bleef hij vakgenoten coachen en bleef groepen begeleiden, waaronder Bewegingstheatergroep Buiten de Perken, waarmee hij in 2016 Kopdrift & Hartscheur maakte, in 2017 Oogplooi en Mondwenk en in 2019 O die zee.
Boyer omschreef zijn lichaam in 1995 als volgt: 
Ik heb een Javaans bovenlichaam, terwijl ik van mijn Europese grootvader – een Hugenoot met een zwaar beendergestel – mijn onderlijf geërfd moet hebben.
Boyer overleed op 5 maart 2024 in Amsterdam. Hij werd 88 jaar oud.

## Familie
Luc Boyer was een van de acht kinderen van Jean Charles Boyer (1903-1968) en Nelly van Rouveroy van Nieuwaal (1911-1993). Tijdens de Japanse bezetting was het gezin Boyer geïnterneerd in een zgn. buitenkamp, terwijl vader krijgsgevangene was en gescheiden van de rest van het gezin. Na de oorlog kwam het gezin weer samen. Broer Maurice Boyer is bekend fotograaf, zus Marian Boyer was actrice en schrijfster . Dochter Fay Boyer was ook enige tijd werkzaam in de theaterwereld.